# Мішу з Д'Обера
«Мішу з Обера» — фільм 2007 року.

## Зміст
Загострення відносин із Алжиром позначається на становищі вихідців з цієї країни. Мессо – дев'ятирічний хлопчик із родини емігрантів. Його мати смертельно хвора. Дитина потрапляє у типову французьку родину Жоржа і Жизель Дюваль, які знаходяться на межі розлучення через те, що у них немає дітей. Жизель добре знає політичні переконання свого чоловіка, колишнього військового і невротика-націоналіста Жоржа, тому ретельно приховує походження хлопчика. Так Мессо перетворюється на «Мішу». Хлопчик підкорює серця прийомних батьків, безкомпромісний Жорж переймається до нього щирою любов'ю. Та Жизель розуміє: неможливо фарбувати дитині волосся все життя.